# Aldobrandino I av Este
Aldobrandino I av Este (italienska: Aldobrandino I d'Este), född omkring 1190 i Ferrara, död 10 oktober 1215 i Ancona, var en italiensk adelsman.